# Abrodictyum tamarisciforme
Abrodictyum tamarisciforme là một loài dương xỉ trong họ Hymenophyllaceae. Loài này được Jacq. Ebihara & Dubuisson mô tả khoa học đầu tiên năm 2006.